# Bulbine stolonifera
Bulbine stolonifera là một loài thực vật có hoa trong họ Thích diệp thụ. Loài này được Baijnath ex G.Will. mô tả khoa học đầu tiên năm 2006.